# Теорія культурних вимірів Хофстеде
Теорія культурних вимірів Хофстеда є основою для міжкультурної психології, розробленої Ґертом Хофстедом. Він показує вплив культури суспільства на цінності його членів і те, як ці цінності пов'язані з поведінкою, використовуючи структуру, отриману з факторного аналізу.

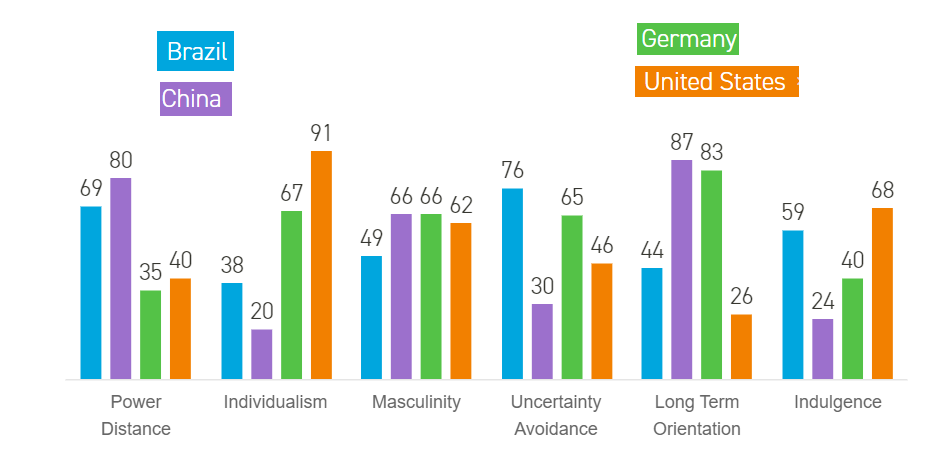
Теорія культурних вимірів Хофстеда. Порівняння 4 країн: США, Китаю, Німеччини та Бразилії в усіх 6 вимірах моделі.

Хофстеде розробив свою оригінальну модель в результаті використання факторного аналізу для вивчення результатів всесвітнього опитування цінностей працівників, проведеного компанією IBM між 1967 і 1973 роками. Відтоді вона була вдосконалена. Оригінальна теорія запропонувала чотири виміри, за якими можна аналізувати культурні цінності: індивідуалізм-колективізм; уникнення невизначеності; індекс дистанціювання влади (сила соціальної ієрархії) та маскулінність-фемінність (орієнтація на завдання проти орієнтації на людину). Факторний аналіз культурних вимірів Хофстеде базується на обширному дослідженні культурних уподобань, проведеному Гертом Яном Хофстеде та його дослідницькими групами. Хофстеде базував своє дослідження на національних культурних уподобаннях, а не на індивідуальних культурних уподобаннях. Хофстеде включив шість ключових аспектів шкал порівняння національних культур, зокрема: індекс дистанціювання влади (PDI), індивідуалізм проти колективізму (IDV), мотивація до досягнення та успіху (MAS, раніше маскулінність проти фемінності), індекс уникнення невизначеності (UAI). , довгострокова орієнтація проти короткострокової нормативної орієнтації (LTO) та поблажливість проти стриманості (IVR). PDI описує ступінь визнання та дотримання повноважень. IDV вимірює, якою мірою люди піклуються один про одного як про команду чи про себе як окрему людину. MAS представляє конкретні цінності, які цінує суспільство. UAI описує, наскільки нації уникають невідомого. LTO виражає те, як суспільства або віддають пріоритет традиціям, або прагнуть до сучасності у своїх справах із сьогоденням і майбутнім. Індекс IVR – це порівняння між готовністю країни чекати довгострокових вигод, відмовляючись від миттєвого задоволення, або перевагою без обмежень щодо насолоди життям у даний момент.
Незалежне дослідження в Гонконзі спонукало Гофстеде додати п'ятий вимір, довгострокову орієнтацію, щоб охопити аспекти цінностей, які не обговорювалися в оригінальній парадигмі.  У 2010 році Гофстеде додав шостий вимір, поблажливість проти самобмеження. Робота Хофстеде започаткувала велику дослідницьку традицію в міжкультурній психології, а також була використана дослідниками та консультантами в багатьох галузях, пов’язаних з міжнародним бізнесом і комунікацією. Теорія широко використовується в кількох галузях як парадигма для досліджень, зокрема в міжкультурній психології, міжнародному менеджменті та міжкультурній комунікації. Він продовжує залишатися основним ресурсом у міжкультурних сферах.

## Історія
У 1965 році Хофстеде заснував відділ дослідження персоналу IBM Europe (яким він керував до 1971 року). Між 1967 і 1973 роками він провів велике опитування щодо відмінностей у національних цінностях між міжнародними дочірніми компаніями цієї транснаціональної корпорації: він порівняв відповіді 117 000 відповідних вибірок співробітників IBM у тому самому опитуванні ставлення в різних країнах. Спочатку він зосередив своє дослідження на 40 найбільших країнах, а потім поширив його на 50 країн і 3 регіони, «на той час, мабуть, найбільшу міжнаціональну базу даних зі збіговою вибіркою, доступну будь-де». Ця теорія була однією з перших теорій, що піддаються кількісному вимірюванню які можна використати для пояснення спостережуваних відмінностей між культурами.[джерело?]
Цей початковий аналіз виявив систематичні відмінності в національних культурах за чотирма основними вимірами: індекс дистанціювання влади (PDI), індивідуалізм (IDV), уникнення невизначеності (UAI) і маскулінність (MAS), які є описані нижче. Як пояснює Хофстеде на своєму академічному вебсайті, ці виміри розглядають «чотири антропологічні проблемні області, які різні національні суспільства вирішують по-різному: способи подолання нерівності, способи подолання невизначеності, стосунки особи з нею чи його первинна група, а також емоційні наслідки народження дівчинкою чи хлопчиком». Ґерт Хофстеде створив теорію культурних вимірів у 1980 році. У 1984 році він опублікував Наслідки культури, книга, яка поєднує статистичний аналіз опитування з його особистим досвідом. 
Щоб підтвердити перші результати дослідження IBM і поширити їх на різні групи населення, у період з 1990 по 2002 рік було успішно проведено шість наступних міжнаціональних досліджень. Вони охоплювали від 14 до 28 У кожній країні вибірка включала пілотів комерційних авіакомпаній, студентів, керівників державних службовців, споживачів «престижного ринку» та «еліти». Об’єднане дослідження встановило оцінки вартості за чотирма параметрами для загалом 76 країн і регіонів.
У 1991 році Майкл Гарріс Бонд і його колеги провели дослідження серед студентів у 23 країнах, використовуючи інструмент опитування, розроблений спільно з китайськими співробітниками та менеджерами. Результати цього дослідження змусили Хофстеде додати новий п’ятий вимір до своєї моделі: довгострокову орієнтацію (LTO), яка спочатку називалася конфуціанським динамізмом. У 2010 році бали для цього параметра було поширено на 93 країни завдяки дослідженню Майкла Мінкова, який використав дані нещодавнього World Values Survey. Подальші дослідження удосконалили деякі вихідні параметри та ввели в аналіз різницю між даними на рівні країни та індивідуальним рівнем.
Нарешті, аналіз даних дослідження світових цінностей Мінкова 93 репрезентативних вибірок національних популяцій також привів Ґерта Хофстеде до визначення шостого останнього виміру: поблажливості проти стриманості.

## Виміри національних культур
- Індекс дистанціювання влади (PDI): індекс дистанціювання влади визначається як «ступінь, до якої менш впливові члени організацій та установ (наприклад, сім'я) приймають і очікують такої влади розподіляється нерівномірно». Вищий ступінь Індексу вказує на те, що ієрархія чітко встановлена та виконується в суспільстві, без сумніву чи причини. Нижчий ступінь Індексу означає, що люди сумніваються в авторитеті та намагаються поширювати владу.[7]
- Індивідуалізм проти колективізму (IDV): цей індекс досліджує «ступінь, до якого люди в суспільстві інтегровані в групи». Індивідуалістичні суспільства мають слабкі зв’язки, які часто пов’язують людину лише з її/її найближчими родичами. Вони підкреслюють «я» проти «ми». Його відповідник, колективізм, описує суспільство, в якому тісно інтегровані відносини пов’язують великі сім’ї та інших у внутрішні групи. Ці внутрішні групи пронизані безсумнівною лояльністю та підтримують один одного, коли виникає конфлікт з іншими членами групи.[7][8]
- Уникнення невизначеності (UAI): Індекс уникнення невизначеності визначається як «толерантність суспільства до двозначності», за якої люди сприймають або відвертають подію чогось несподіваного, невідомого або далекого від статус-кво. Суспільства, які мають високу оцінку за цим індексом, обирають жорсткі кодекси поведінки, керівні принципи, закони та, як правило, покладаються на абсолютну істину або віру в те, що одна правда диктує все, і що люди знають, що це таке. Нижчий ступінь у цьому індексі свідчить про більше прийняття різних думок чи ідей. Суспільство, як правило, нав’язує менше правил, двозначність звикає більше, а середовище є більш вільним.[7][8]
- Мотивація до досягнення та успіху[9] (раніше' Маскулінність проти жіночність). MAS: у цьому вимірі маскулінність визначається як «увага в суспільстві до досягнень, героїзму, самовпевненості та матеріальної винагороди за успіх». Його аналог представляє «перевагу до співпраці, скромність, турботу про слабких і якість життя». Жінки у відповідних суспільствах схильні демонструвати різні цінності. У жіночих суспільствах вони нарівні з чоловіками поділяють скромні та дбайливі погляди. У більш маскулінних суспільствах жінки дещо наполегливі та змагаються, але значно менше, ніж чоловіки. Іншими словами, вони все ще визнають розрив між чоловічими та жіночими цінностями. Цей вимір часто розглядається як табу у високочоловічих суспільствах.[7][8] Назву цього виміру Hofstede Insights змінила приблизно наприкінці 2023 або на початку 2024 року як «більше не на часі», оскільки вона "викликав дискомфорт серед деяких наших клієнтів і відвідувачів веб-сайту через трактування статі як бінарного поняття".[9]
- Довгострокова орієнтація проти короткострокової орієнтації (LTO): цей вимір пов'язує зв'язок минулого з поточними та майбутніми діями/викликами. Менший ступінь цього індексу (короткостроковий) вказує на те, що традиції шанують і зберігають, а непохитність цінують. Суспільства з високим ступенем цього індексу (довгостроковий) розглядають адаптацію та непряме, прагматичне вирішення проблем як необхідність. Бідна країна, орієнтована на короткострокову перспективу, зазвичай практично не має економічного розвитку, тоді як країни, орієнтовані на довгострокову перспективу, продовжують розвиватися до рівня процвітання.[7][8]
- Поблажливість проти стриманості (IND): цей вимір відноситься до ступеня свободи, яку суспільні норми надають громадянам у виконанні їхніх людських бажань. Індульгенція визначається як «суспільство, яке дозволяє відносно вільне задоволення основних і природних людських бажань, пов’язаних із насолодою життям і розвагою». Його відповідник визначається як «суспільство, яке контролює задоволення потреб і регулює його за допомогою суворих соціальних норм».[7][8]

### Відмінності між культурами щодо параметрів цінностей
Об’єднавши національні бали (від 1 для найнижчого до 100 для найвищого), шестивимірна модель Гофстеде дозволяє порівнювати між собою культури на міжнародному рівні, що також називається порівняльним дослідженням:
- Індекс дистанціювання влади показує дуже високі оцінки для країн Латинської Америки та Азії, африканських територій та арабського світу. З іншого боку, германські країни, включно з англомовними країнами, мають нижчу дистанцію (лише 11 для Австрії та 18 для Данії).

Наприклад, Сполучені Штати мають 40 балів за культурною шкалою аналізу Хофстеда. Порівняно з Гватемалою, де індекс дистанціювання влади дуже високий (95) та Австрією, де він дуже низький (11), Сполучені Штати знаходяться посередині.
- Німеччина має високий UAI (65), а Бельгія ще більше (94) порівняно зі Швецією (29) чи Данією (23), незважаючи на їхню географічну близькість. Однак небагато країн мають дуже низький UAI.
- Мотивація до досягнення та успіху надзвичайно низька в скандинавських країнах: Норвегія має 8 балів, а Швеція – лише 5. Навпаки, MAS дуже високий у Японії (95) і в таких європейських країнах, як Угорщина, Австрія та Швейцарія, на які впливає німецька культура. В англомовному світі показники MAS відносно високі, наприклад, для Сполученого Королівства – 66. Країни Латинської Америки мають контрастні бали: наприклад, Венесуела має 73 бали, тоді як Чилі лише 28.
- Високі показники довгострокової орієнтації зазвичай зустрічаються в Східній Азії, де Південна Корея має найвищий можливий бал 100, Тайвань 93 і Японія 88.[11] Вони помірний у Східній і Західній Європі та низький в Англійських країнах, Африці та Латинській Америці. Однак даних про цей вимір менше.
- Індивідуалізм (IDV) високий у США (91), Австралії (90) і Великобританії (89). І навпаки, Гонконг і Сербія (25), Малайзія (26) і Португалія (27) вважаються колективістами.[11]
- Про шостий вимір даних ще менше. Показники поблажливості найвищі в Латинській Америці, частинах Африки, англо-світі та Північній Європі; стриманість в основному зустрічається в Східній Азії та Східній Європі.

### Кореляції цінностей з відмінностями інших країн
Дослідники згрупували деякі країни разом, порівнявши оцінки цінностей країн із відмінностями інших країн, такими як географічна близькість, спільна мова, пов’язане історичне походження, схожі релігійні вірування та практики, спільні філософські впливи та ідентичні політичні системи; іншими словами, все, що міститься у визначенні культури нації. Наприклад, низька владна дистанція пов’язана з консультативною політичною практикою та рівністю доходів, тоді як висока владна дистанція корелює з нерівним розподілом доходів, а також хабарництвом і корупцією у внутрішньому політика. Індивідуалізм позитивно корелює з соціальною мобільністю, національним багатством або якістю уряду. Оскільки країна стає багатшою, її культура стає більш індивідуальною.
Інший приклад кореляції був проведений Sigma Two Group у 2003 році, який представив кореляцію між культурними аспектами країн та їхньою переважною релігією. «Переважаючий» тут визначається як понад 50% населення країни, яке ідентифікує себе як члена цієї релігії, на основі World Factbook 2002. В середньому, переважно Католицькі країни показують дуже високий рівень уникнення невизначеності, відносно високу дистанцію влади, помірну маскулінність і відносно низький індивідуалізм, тоді як переважно атеїстичні країни (не плутати з Атеїзмом) мають низький рівень уникнення невизначеності, дуже високу силу дистанція, помірна маскулінність і дуже низький індивідуалізм. Коельо (2011) виявив зворотні кореляції між показниками певних видів інновацій у виробничих компаніях і відсотком великих компаній на країну, а також зайнятістю певного виду виробництва стратегія.
Кількісна оцінка культурних вимірів дозволяє людям робити міжрегіональні порівняння та формувати образ відмінностей між не лише країнами, а цілими регіонами. Наприклад, у культурній моделі середземноморських країн домінує високий рівень прийняття нерівності, причому неприйняття невизначеності впливає на їхній вибір. Що стосується індивідуалізму, середземноморські країни, як правило, характеризуються помірними рівнями індивідуалістичної поведінки. Те ж саме стосується і маскулінності. Орієнтація на майбутнє ставить середземноморські країни в середину рейтингу, і вони віддають перевагу цінностям поблажливості.
Індекс дистанціювання влади позитивно корелює зі співвідношенням компаній із процесними інноваціями лише щодо компаній із будь-яким із трьох типів інновацій, що розглядаються в країні (детермінант кореляції: 28%). Отже, у країнах з більшою дистанцією влади інноваційні виробничі компанії дещо частіше вдаються до процесних інновацій. Індекс дистанціювання влади частіше зустрічається в технологічних суспільствах із представницьким урядом і хорошою системою базової освіти, тоді як високий PDI пов’язаний з економічною нерівністю.:155

## Застосування моделі

### Важливість усвідомлення культурних відмінностей
Замість явищ конвергенції, яких експерти очікували з розповсюдженням інформаційних технологій («глобальне село культура), культурні відмінності все ще значні сьогодні, а розмаїття має тенденцію до збільшення. Отже, щоб мати можливість мати шанобливі міжкультурні стосунки, ми повинні знати про ці культурні відмінності.
За допомогою цієї моделі Герт Хофстеде пролив світло на ці відмінності. Інструмент можна використовувати, щоб дати загальний огляд і приблизне розуміння інших культур, чого очікувати від них і як поводитися з групами з інших країн.

### Практичні застосування теорії
Ґерт Хофстеде, мабуть, найвідоміший соціолог культури і антрополог у контексті застосування для розуміння міжнародного бізнесу. Багато статей і дослідницьких робіт посилаються на публікації Хофстеде, з понад 26 000 цитат до його книги 2001 року «Наслідки культури: порівняння цінностей, Behaviors, Institutions and Organisations Across Nations (це оновлена версія його першої публікації). П’ятивимірна модель широко використовується в багатьох сферах соціального життя людини, [джерело?] і, зокрема, у сфері бізнесу. Практичні програми були розроблені майже відразу.

#### Міжнародне спілкування
У бізнесі прийнято вважати, що спілкування є однією з головних проблем. Отже, для професіоналів, які працюють за кордоном; люди, які щодня взаємодіють з іншими людьми з різних країн у своїй компанії або з іншими компаніями за кордоном; Модель Хофстеде дає змогу зрозуміти інші культури. Насправді міжкультурна комунікація вимагає усвідомлення культурних відмінностей, тому що те, що може вважатися абсолютно прийнятним і природним в одній країні, може збентежити або навіть образити в іншій. На всі рівні спілкування впливають культурні аспекти: вербальні (слова та сама мова), невербальні (мова тіла, жести) та етикет що можна і чого не можна робити (одяг, подарунки) -видача, їдальня, митниця та протокол).  Це також справедливо для письмового спілкування, як пояснюється в есе Вільяма Вордроба «Поза межами Хофстеде: Культурні застосування для спілкування з латиноамериканськими підприємствами».

#### Міжнародні переговори
Під час міжнародних переговорів стиль спілкування, очікування, рейтинг проблем і цілі змінюватимуться відповідно до країни походження учасників переговорів. У разі належного застосування розуміння культурних аспектів має підвищити успіх у переговорах і зменшити розчарування і конфлікти. Наприклад, під час переговорів між китайцями та канадцями канадські учасники переговорів можуть захотіти досягти згоди та підписати контракт, тоді як китайські учасники переговорів можуть захотіти витратити більше часу на неділову діяльність, світську розмову та гостинність з уподобаннями щодо протоколу та форми, щоб спочатку встановити стосунки.
«Під час переговорів у західних країнах мета полягає в тому, щоб досягти мети взаєморозуміння та згоди, а також «потиснути руку», коли така згода досягнута — культурний сигнал про закінчення переговорів і початок «спільної роботи». '.
У країнах Близького Сходу ведуться багато переговорів, які призводять до «угоди», що символізується рукостисканням. Однак у культурі Близького Сходу це ще не завершено. Насправді, це культурна ознака того, що «серйозні» переговори тільки починаються».

#### Міжнародний менеджмент
Ці міркування також справедливі для міжнародного менеджменту та міжкультурного лідерства. Прийняті рішення мають ґрунтуватися на звичаях і цінностях країни.
Працюючи в міжнародних компаніях, менеджери можуть проводити навчання для своїх співробітників, щоб зробити їх чутливими до культурних відмінностей, розробити нюанси бізнес-практики з протоколами для різних країн. Розміри Хофстеда пропонують рекомендації щодо визначення культурно прийнятних підходів до корпоративних організацій.
Застосовуючи виміри культури Хофстеда, можна адаптувати стратегії управління в міжнародних умовах, визнаючи спектр індивідуалізму та колективізму. Наприклад, у колективістських суспільствах лідери, які сприяють єдності команди та колективним зусиллям, швидше за все, досягнуть кращих результатів. Навпаки, керівництво, яке цінує та заохочує індивідуальну ініціативу та відповідальність, добре узгоджується з індивідуалістичною культурою, що призводить до більшої ефективності в цих умовах.
Як частина суспільного надбання, робота Ґерта Гофстеде використовується численними консалтинговими компаніями по всьому світу.

#### Міжнародний маркетинг
Шестивимірна модель дуже корисна в міжнародному маркетингу, оскільки вона визначає національні цінності не лише в бізнес-контексті, а й загалом. Marieke de Mooij дослідила застосування висновків Хофстеде в галузі глобального брендингу, рекламної стратегії та поведінки споживачів. Оскільки компанії намагаються адаптувати свої продукти та послуги до місцевих звичок і вподобань, вони повинні розуміти специфіку свого ринку.
Наприклад, якщо ви хочете рекламувати автомобілі в країні, де уникнення невизначеності є високим, ви повинні наголошувати на їхній безпеці, тоді як в інших країнах ви можете базувати свою рекламу на соціальному іміджі, який вони створюють вам.
Маркетинг мобільних телефонів є ще одним цікавим прикладом застосування моделі Хофстеде для культурних відмінностей: якщо ви хочете рекламувати мобільні телефони в Китаї, ви можете показати колективний досвід, тоді як у Сполучених Штатах ви можете показати, як окрема особа використовує його, щоб заощадити час і гроші.
Різноманітність застосування абстрактної теорії Хофстеда настільки широка, що її навіть переклали в сферу веб-дизайну, де вам потрібно адаптуватися до національних уподобань відповідно до культурних цінностей.
Включення індексу уникнення невизначеності Хофстеда (UAI) у міжнародний маркетинг, особливо в секторі подорожей і туризму, допомагає розробляти культурно відповідні стратегії. Для регіонів із високим UAI туристичні реклами можуть зосереджуватися на структурованих подорожах, таких як екскурсії з гідом і фіксовані маршрути, щоб задовольнити місцеві переваги передбачуваності. Навпаки, у культурах з низьким рівнем UAI реклама може демонструвати більш спонтанні та гнучкі варіанти подорожей, задовольняючи їхній комфорт із двозначністю. Таке застосування досліджень Хофстеде гарантує, що маркетингові повідомлення відповідають культурним нормам, потенційно підвищуючи їх ефективність.

#### Міжнародні перевезення
Застосування культурних аспектів Hofstede поширюється на сферу міжнародних перевезень, впливаючи на те, як транспортні системи задовольняють поведінку міських подорожей. Шкала Індивідуалізм/Колективізм є особливо проникливою в цьому контексті. У суспільствах, які схиляються до індивідуалізму, існує тенденція до створення рамок міського планування, які сприяють використанню особистих транспортних засобів, що часто призводить до розвитку розгалуженої мережі доріг. З іншого боку, колективістські суспільства, як правило, віддають перевагу створенню мереж громадського транспорту, які сприяють груповим подорожам. Розуміючи ці культурні тенденції, міські планувальники та політики можуть створити транспортну інфраструктуру, яка буде не тільки ефективною, але й культурно адаптованою. Цей підхід є інструментальним для міст, які прагнуть збільшити транспортний потік і зменшити затори, гарантуючи, що транспортні системи відображають суспільні цінності та переваги.

## Обмеження моделі Хофстеде
Незважаючи на те, що дослідники бізнес-культури загалом визнають модель Хофстеде як найповнішу структуру цінностей національних культур, її достовірність і обмеження зазнали значної критики.
Найбільш цитована критика – МакСвіні. Хофстеде відповів на цю критику і МакСвіні відповів. Також Айлон деконструював книгу Гофстеда Culture's Consequences, віддзеркалюючи її проти власних припущень і логіки. Ейлон знаходить неузгодженості як на рівні теорії, так і на рівні методології та застерігає від некритичного читання культурних аспектів Хофстеда. Хофстеде відповів на цю критику і Айлон відповів.

### Сумнівний вибір національного рівня
Крім шести культурних вимірів Хофстеда, існують інші фактори, за якими можна аналізувати культуру. Існують інші рівні оцінки культури, окрім рівня національної держави. Ці рівні часто ігноруються через характер конструкції цих рівнів.  Існує розбіжність у вибірці, яка не дає опитування бути авторитетним щодо організацій, суспільств або націй, оскільки в інтерв’ю брали участь продажі та інженерно-технічний персонал з невеликою кількістю (якщо взагалі були) жінок і, безсумнівно, меншою кількістю соціальних меншин (Moussetes, 2007).  Навіть якщо індекси країни використовувалися для контролю за багатством, широтою, чисельністю населення, щільністю та зростанням; привілейовані чоловіки, які працюють інженерами чи торговим персоналом в одній із елітних організацій світу, піонерами одного з перших багатонаціональних проектів в історії, не можуть вважатися представниками своїх націй.

#### Індивідуальний рівень: культурні виміри проти окремих особистостей
Хофстеде визнає, що культурні виміри, які він визначив, як культура та цінності, є соціальними конструкціями, які є ідеями світу, розробленими людьми, і можуть відрізнятися між різними групами та змінюватися з часом (Burr & Dick, 2017). Це інструменти, призначені для використання в практичних програмах. Узагальнення про культуру однієї країни корисні, але їх слід розглядати лише як орієнтири, і вони не обов’язково стосуються всіх. Це параметри на рівні групи, які описують національні середні показники, які застосовуються до населення в цілому. Наприклад, японець може відчувати себе дуже комфортно в мінливих ситуаціях, тоді як у середньому японці дуже уникають невизначеності. Є ще винятки з правил. Теорію Хофстеда можна протиставити її еквівалентності на індивідуальному рівні: теорія рис про людську особистість.
Були запропоновані варіації типології колективізму та індивідуалізму (Triandis, 1995; Gouveia and Ros, 2000). Самовираження та індивідуалізм зазвичай посилюються з економічним зростанням (Inglehart, 1997) незалежно від будь-якої культури, і можуть допомогти невеликим групам населення, які стикаються з зовнішньою конкуренцією за ресурси. (Існують деякі приклади колективістських культур, які пережили швидке економічне зростання, але зберегли свою колективістську культуру, як-от громадяни Об’єднаних Арабських Еміратів "United Arab Emirates Hofstede Insights". Отримано 8 червня 2020 року та інших країн Перської затоки. ). Уповноважені люди, які займають владні позиції, приймають автономію, навіть якщо вони живуть у «колективній» культурі. Таким чином, вони можуть взагалі не інформувати нас про будь-яку конкретну організаційну динаміку, а також не повідомляють про організаційні та індивідуальні варіації в подібних соціально-економічних обставинах. Індивідуальна сукупність потребує ретельного відокремлення від сукупності нації (Сміт та ін., 2008). У той час як індивіди є основним предметом психологічного аналізу (Сміт, 2004), соціалізація індивідів і їх взаємодія з суспільством є питанням, яке слід вивчати на рівні сімей, однолітків, сусідів, шкіл, міст і націй, кожна з яких має свої особливості. статистичний відбиток культури (Сміт, 2004). С. Шварц керував своєю теорією «Теорія основних цінностей Шварца», яка вказує на те, що на десять особистих цінностей впливає внутрішня мотивація людини (Schwartz, 2022), з ВНП і соціальним індексом, що призвело до його пропозиції щодо диференційованих індивідуальних і національних індексів деталізованих цінностей (Schwartz, 1992; 1994) для міжкультурного порівняння. Передбачуваний «ізоморфізм конструктів» був центральним у вирішенні того, як використовувати та розуміти культуру в управлінських науках (Van de Vijver та ін. 2008; Fischer, 2009). Оскільки жоден індивід не може створити свій дискурс і процес формування сенсу в ізоляції від решти суспільства, індивіди є поганими кандидатами для культурного формування сенсу. Постмодерністська критика відкидає можливість будь-якої самовизначеності індивіда, тому що унітарне особисте «я» є ілюзією сучасного суспільства, про що свідчать необхідні відтворення та симуляції в мові та поведінці, до яких індивіди вдаються, щоб підтримувати членство в будь-якому суспільстві (Бодрійяр, 1983; Алвессон). & Deetz, 2006).

#### Організаційний рівень
Усередині та між країнами окремі особи також є частинами організацій, наприклад компаній. Хофстеде визнає, що «[…] розміри національних культур не мають значення для порівняння організацій в одній країні». На відміну від національних культур, закладених у цінності, організаційні культури вбудовані в практику.
З 1985 по 1987 рік інститут Хофстеде IRIC (Інститут дослідження міжкультурного співробітництва) провів окремий дослідницький проект з метою вивчення організаційної культури. Включаючи 20 організаційних підрозділів у двох країнах (Данія та Нідерланди), було визначено шість різних вимірів практик або спільноти практиків:
- Орієнтація на процес проти орієнтації на результат
- Орієнтація на працівника проти орієнтації на роботу
- Парафіяльний проти професійного
- Відкрита система проти закритої системи
- Повільний контроль проти жорсткого контролю
- Прагматичний проти нормативного

Управління міжнародними організаціями передбачає розуміння як національної, так і організаційної культури. Спільноти практиків за кордоном є важливими для транснаціональних корпорацій, щоб утримувати компанію разом.

#### Професійний рівень
У межах професійного рівня існує певний рівень цінностей і переконань, яких люди дотримуються щодо національної та організаційної культури, частиною якої вони є. Культура управління як професія має компоненти національної та організаційної культур. Це важлива відмінність від організаційного рівня.

#### Гендерний рівень
При описі культури гендерні відмінності переважно не беруться до уваги. Проте є певні фактори, які корисно проаналізувати під час обговорення міжкультурної комунікації. Відповідно до моделі Хофстеде, чоловіча культура сильно відрізняється від жіночої в кожному суспільстві. Хоча чоловіки та жінки часто можуть виконувати ті самі обов’язки з технічної точки зору, часто бувають ситуації, на які кожна стать реагує по-різному. У ситуаціях, коли одна стать реагує альтернативним чином на свої встановлені ролі, інша стать може навіть не прийняти свою девіантну гендерну роль. Рівень реакцій, які відчувають люди, які стикаються з іноземними культурами, можна порівняти з реакціями гендерної поведінки протилежної статі. Ступінь гендерної диференціації в країні залежить насамперед від культури всередині цієї нації та її історії.
Чоловіча та жіноча дихотомія Хофстеда поділяє організації на ті, що демонструють або співчуття, солідарність, колективізм та універсалізм, або конкуренцію, автономію, заслуги, результати та відповідальність. Біполярна модель слідує типовим відмінностям між ліберальною та соціалістичною політичною філософією Гофстеда.  Хоча ліберальні економіки цінують наполегливість, автономію, матеріалізм, агресію, гроші, конкуренцію та раціоналізм, соціалізм добробуту прагне захисту та забезпечення слабких, більшого залучення до навколишнього середовища, наголосу на природі та добробуті та сильної поваги до якості життя і колективні обов'язки.  За словами Гіллігана, цей вимір є євроцентричним і сексистським. У період дослідження Хофстеде «чоловічі» суспільства (США, Японія, Німеччина) виявилися найуспішнішими економічно, тоді як успішні « жіночі» суспільства (Скандинавія, Коста-Ріка, Франція, Таїланд) мали меншу чисельність населення, менший економічний масштаб та/або сильну філософію колективу чи добробуту.

## Подальше читання
- Пришляк Оксана Юріївна. АНАЛІЗ ТЕОРІЇ КУЛЬТУРНИХ ВИМІРІВ Г. ХОФСТЕДЕ (PDF). МАТЕРІАЛИ ДОПОВІДЕЙ ТА ПОВІДОМЛЕНЬ МІЖНАРОДНОЇ НАУКОВО-ПРАКТИЧНОЇ КОНФЕРЕНЦІЇ.
- Культура, лідерство та організації: дослідження GLOBE 62 суспільств (вид. 1st). SAGE Publications. 29 квітня 2004. ISBN 978-0-7619-2401 -2., Прочитати
- Алвессон, М. і Діц, С. (2006). Критична теорія та підходи постмодернізму до організаційних досліджень. У S. Clegg, C. Hardy, T. Lawrence, W. Nord (Eds.). Посібник Sage з організаційних досліджень (2-е видання). Лондон: Sage, 255–283.
- Коельо Д. А. (2011). «Дослідження зв’язку між виробничою стратегією, розміром компанії, культурою країни та інноваційними продуктами й процесами в Європі». Міжнародний журнал бізнесу та глобалізації, 7(2), 152–165.
- Фішер, Р. (2009). «Де культура в міжкультурних дослідженнях?: схема багаторівневого дослідницького процесу для вимірювання культури як системи спільного значення». Міжнародний журнал міжкультурного менеджменту, 9: 25–48.
- Гілліган К. (1982). «Іншим голосом: психологічна теорія та жіночий розвиток». Cambridge MA: Harvard University Press.
- Інглхарт, Рональд (1997). Модернізація та постмодернізація: культурні, економічні та політичні зміни в 43 суспільствах. Princeton, Princeton University Press.
- Інглхарт, Рональд і Мігель Басанес, Хайме Дієс-Медрано, Лук Халман і Рууд Луйккс (2004) (ред.) «Людські переконання та цінності: міжкультурний джерелознавчий матеріал, заснований на дослідженнях цінностей 1999–2002 рр.». Мексика, редактори Siglo Beintiuno.
- Муссет, А. (2007). Відсутність жіночих голосів у «Культурних наслідках» Хофстеде: постколоніальне прочитання. Women in Management Review, 22, 443–445.
- Шварц, С.Х. (1992). Універсалії у змісті та структурі цінностей: Теоретичні досягнення та емпіричні перевірки в 20 країнах. У M.Zanna (ред.), Advances in Experimental Social Psychology, New York: Academic Press, 25, 1–65.
- Шварц С.Х. (1994). Поза межами індивідуалізму та колективізму: нові культурні виміри цінностей. У U. Kim, H. C. Triandis, C. Kagitcibasi, S., Choi, C. & Yoon, G. (Ред.), Індивідуалізм і колективізм: теорія, метод і застосування.  Thousand Oaks CA: Sage, 85–119.
- Шварц, С.Х. (2007). «Ціннісні орієнтації: вимірювання, попередні та наслідки в різних країнах». У J. Jowell, C. Roberts, R. Fitzgerald, G. Eva (Eds.), Measuring Attitudes Cross-Nationally: Lessons from the European Social Survey. Лондон: Sage.
- Сміт, П.Б. (2004). Нації, культури та індивіди: нові погляди на старі дилеми. Journal of Cross-Cultural Psychology, 35, 6–12.
- Сміт, П. (2008). Турінні аспекти менеджменту. У P. Smith, Peterson, M., Thomas, D. (Eds.), The Handbook of Cross-Cultural Management Research. Sage, Thousand Oaks CA: Sage, 319–332.
- Сміт, П., Петерсон, М., Томас, Д. (Ред.). (2008). Посібник з дослідження міжкультурного менеджменту.  Thousand Oaks CA: Sage.
- Тріандіс, Х.К. (1995). Індивідуалізм і колективізм. Boulder CO: Westview Press.
- Ван де Війвер, F.J.R., ван Хемерт, D.A., Пуртінга, Y.H. (Ред.). (2008). «Індивіди та культури в багаторівневому аналізі». Mahwah NJ: Lawrence Erlbaum Associates.
- В. Іфантіс, К. Кулумпері, П. Калагіакос, П. Карампелас (2012). Концептуальна модель вдосконалення спільних груп пошуку інформації: вплив теорії культурних вимірів. 15-та Міжнародна конференція з інтерактивного спільного навчання (ICL). doi:10.1109/ICL.2012.6402103.

## Зовнішні посилання
- Академічний веб-сайт Герта Хофстеде
- Центр Хофстеде